# رابرت وانگیلا
رابرت وانگیلا (انگلیسی: Robert Wangila؛ ۳ سپتامبر ۱۹۶۶ – ۲۴ ژوئیهٔ ۱۹۹۴) بوکسور اهل کنیا بود.
وی در مسابقات کشوری و بین‌المللی در مجموع برندهٔ ۲ مدال طلا شده‌است.